# Teorema de Zermelo

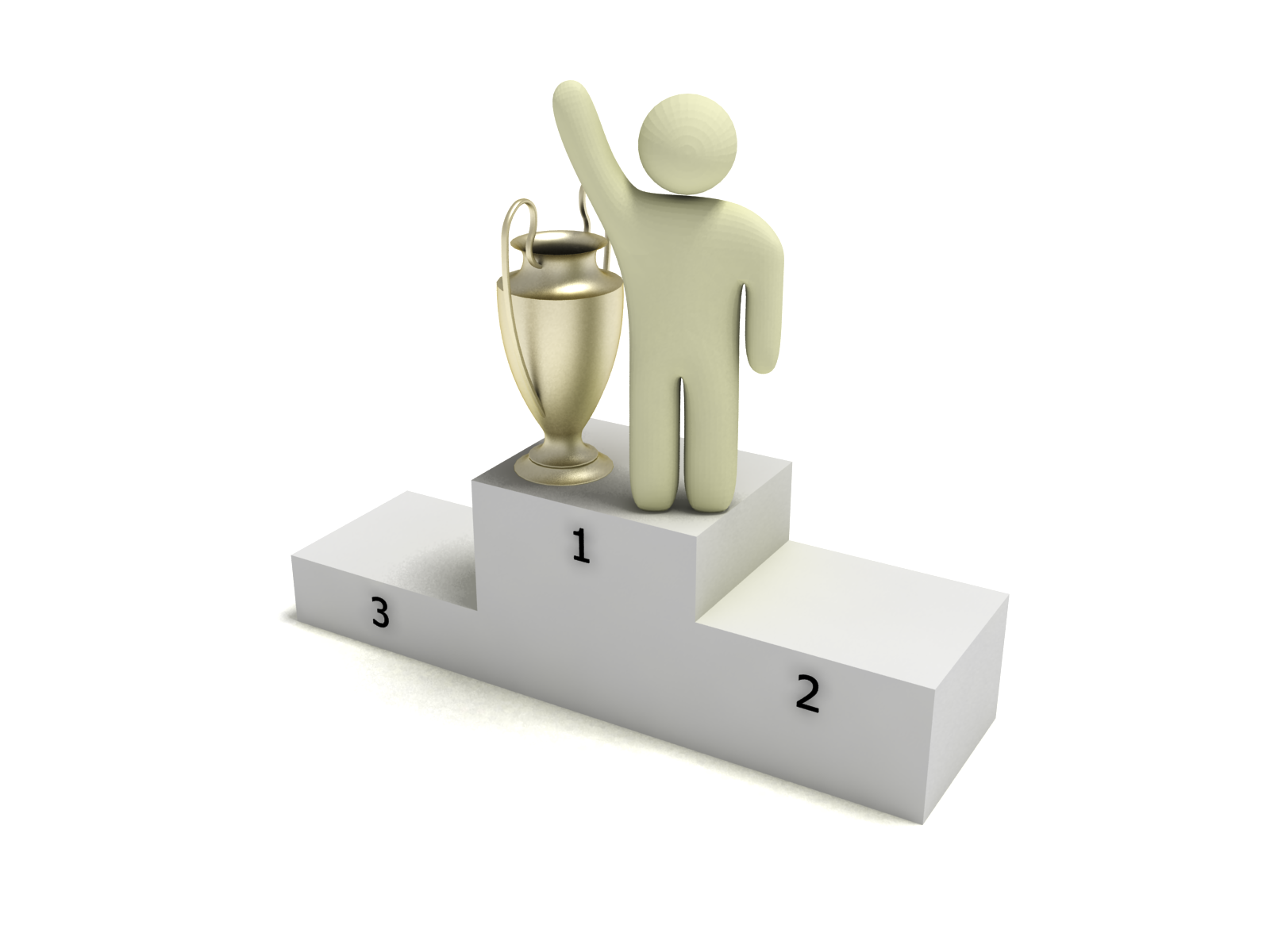
Estrategia ganadora

En teoría de juegos, el teorema de Zermelo, así llamado en honor de Ernst Zermelo, asegura que en cualesquiera juegos finitos entre dos personas en los cuales los jugadores mueven alternativamente y en los que el azar no afecta el proceso de toma de decisiones, si el juego no puede acabar en tablas, uno de los dos jugadores debe tener una estrategia ganadora.

## Definición formal
Más formalmente ...
| Todo juego en forma extensiva que exhibe información total tiene un equilibrio de Nash que puede descubrirse por inducción hacia atrás. Si cada recompensa es única para cada jugador, esta solución por inducción hacia atrás (empezando por el fin del juego y yendo hacia atrás hasta su inicio) es única. |

## Un poco de historia
El artículo de Zermelo, publicado en 1913, estaba originalmente escrito sólo en alemán. Ulrich Schwalve y Paul Walker tradujeron fielmente dicho artículo al inglés en 1997 y publicaron la traducción en el apéndice de Zermelo and the Early History of Game Theory. Zermelo considera el tipo de juegos entre dos personas sin azar, en el que los jugadores tienen intereses estrictamente opuestos y en el que sólo es posible un número finito de posiciones.

## Más sobre el teorema
Aunque en la partida sólo es posible un número finito de posiciones, Zermelo permite infinitas secuencias de movimientos ya que no considera reglas de parada de la partida. Por tanto, permite la posibilidad de infinitas partidas. Entonces se enfoca a dos problemas:
1. ¿Qué significa para un jugador estar en una posición 'ganadora', y es posible definir esta de forma matemáticamente objetiva?
2. Si él está en una posición ganadora, ¿puede determinarse el número de movimientos necesarios para forzar la victoria?

Para responder la primera pregunta, Zermelo afirma que una condición necesaria y suficiente es la existencia de un cierto conjunto no vacío, que contenga todas las secuencias posibles de movimientos tales que un jugador gane independientemente de cómo juegue el otro. Pero si este conjunto estuviera vacío, lo mejor que le podría pasar a un jugador serían tablas. Por tanto, define otro conjunto que contenga todas las posibles secuencias de movimientos que permitan a un jugador posponer su derrota durante un número infinito de movimientos, lo cual implica tablas. También ese conjunto puede estar vacío, es decir, el jugador puede evitar su derrota durante un número finito de movimientos si su oponente juega correctamente. Pero esto es equivalente a que el oponente pueda forzar una victoria. Esta es la base para todas las versiones modernas del teorema de Zermelo.
Respecto a la segunda pregunta, Zermelo aseguró que nunca necesitaría más movimientos que la cantidad de posiciones posibles en la partida. Lo demuestra por reducción al absurdo: Supóngase que un jugador puede ganar en un número de movimientos mayor que el número de posiciones posibles. Evidentemente, al menos una posición ganadora tiene que haber aparecido dos veces. Por tanto el jugador podría haber jugado de la misma manera en la primera ocasión que lo hace en la segunda y así podría haber ganado en menos movimientos que el número de posiciones posibles.

## Ejemplo
Cuando se aplica al ajedrez, el teorema de Zermelo afirma: 
| O las blancas pueden forzar una victoria, o las negras pueden forzar una victoria, o ambos bandos pueden forzar al menos tablas. |